# Carreraomyia acapulquensis
Carreraomyia acapulquensis är en tvåvingeart som först beskrevs av Cole och Pritchard 1964.  Carreraomyia acapulquensis ingår i släktet Carreraomyia och familjen rovflugor. Inga underarter finns listade i Catalogue of Life.